# !느낌표
《!느낌표》는 MBC TV에서 방송되었던 공익예능 프로그램이다.

## 역사
2001년 11월 10일 첫 방송을 시작하였으며, 대표 코너인 《책책책 책을 읽읍시다》의 큰 호평을 받았다가, 2003년에는 노무현 대통령이 출연하면서 주목을 받기도 했다.
그러나 장기간 방송이 지속되면서 구성의 반복성과 감동 연출의 공식화에 대한 비판이 제기되었으며, 공익 콘텐츠라는 본래의 장점에도 불구하고 《느낌표》는 2004년 5월 1일을 기점으로 시즌 1의 방송을 종료하였다.
2004년 12월 11일 리뉴얼을 통해 프로그램이 재편성되어 다시 방송을 시작하였으나, 다양한 새로운 시도들이 대중적으로 안착하지 못하였고, 변화된 예능 트렌드와 시청자들의 취향을 충분히 반영하지 못하였다. 이로 인해 지속적인 시청률 부진을 겪었으며, 결국 2007년 11월 2일 마지막으로 시즌 2의 방송 역시 종료되었다.

## 코너

### 1기

#### 책책책 책을 읽읍시다!
- 진행: 김용만, 유재석

느낌표는 독서 문화에 앞장서자는 의미로 매달 1권의 선정 도서를 발표했었다. 도서의 장르가 소설에만 국한된 것이 아니라 과학, 어린이 도서 등 어른과 아이들이 함께 읽을 수 있는 도서들이 선정되었다. 프로그램이 점차 자리를 잡아가면서 이 코너는 말 그대로 독서 열풍을 일게 만들었고, 느낌표에서 선정된 도서들은 어김없이 베스트 셀러로 선정되곤 했다. 또 도서관이 부족한 대한민국 곳곳의 도시를 선정해 기적의도서관을 설립하기도 했으며 어린이도서관의 필요성을 알리기도 했다.
선정 도서 목록
| 순번 | 제목                               | 저자               | 출판사       |
| ---- | ---------------------------------- | ------------------ | ------------ |
| 1    | 괭이부리말 아이들                  | 김중미             | 창작과비평사 |
| 2    | 봉순이 언니                        | 공지영             | 푸른숲       |
| 3    | 그 많던 싱아는 누가 다 먹었을까    | 박완서             | 웅진         |
| 4    | 무량수전 배흘림기둥에 기대서서     | 최순우             | 학고재       |
| 5    | 신경림의 시인을 찾아서             | 신경림             | 우리교육     |
| 6    | 아홉살 인생                        | 위기철             | 청년사       |
| 7    | 백범일지                           | 김구               | 돌베개       |
| 8    | 모랫말 아이들                      | 황석영             | 문학동네     |
| 9    | 그러나 나는 살아가리라             | 유용주             | 솔           |
| 10   | 혼자만 잘 살믄 무슨 재민겨         | 전우익             | 현암사       |
| 11   | 마당 깊은 집                       | 김원일             | 문학과지성사 |
| 12   | 삼국유사                           | 일연               | 을유문화사   |
| 13   | 야생초 편지                        | 황대권             | 도솔         |
| 14   | 정민 선생님이 들려주는 한시 이야기 | 정민               | 보림         |
| 15   | 톨스토이 단편선                    | 톨스토이           | 인디북       |
| 16   | 곽재구의 포구 기행                 | 곽재구             | 열림원       |
| 17   | 가방 들어 주는 아이                | 고정욱             | 사계절       |
| 18   | 달님은 알지요                      | 김향이             | 비룡소       |
| 19   | 지상에 숟가락 하나                 | 현기영             | 실천문학사   |
| 20   | 내 생애의 아이들                   | 가브리엘 루아      | 현대문학     |
| 21   | 고기잡이는 갈대를 꺾지 않는다      | 김주영             | 문이당       |
| 22   | 나의 라임 오렌지 나무              | J. M. 바스콘셀로스 | 동녘         |
| 23   | 시가 내게로 왔다                   | 김용택             | 마음산책     |
| 24   | 정재승의 과학 콘서트               | 정재승             | 동아시아     |
| 25   | 희망의 이유                        | 제인 구달          | 궁리         |

#### 아시아! 아시아!
- 진행: 박수홍, 윤정수, 김경식

1기
대한민국에서 고국의 가족들을 위해 열심히 일하는 외국인 노동자들을 위해 가족을 모셔와 만남을 선사했던 코너. (박수홍, 윤정수 진행)
2기
아시아 곳곳에 있는 고려인들을 찾아가 멀리 살고 있는 가족들을 만나게 도와주고, 고국 방문을 도왔던 코너. (박수홍, 윤정수 진행, 후에 김경식 영입)

#### 하자하자!
- 진행: 신동엽, 송은이, 임성민, 김진수, 신정환, 서경석

1탄 '얘들아! 아침밥 먹자!'
아침 식사도 못하고 비몽사몽 등교하는 아이들을 위해 밥차를 이용하여 영양가 있는 식사를 제공했으며, 0교시 폐지를 위해 힘썼고, 실제로 0교시가 폐지되기도 했지만 후에 프로그램의 포맷이 바뀌자 다시 부활했다.
2탄 '얘들아! 헬멧 쓰자!'
오토바이를 위험천만하게 타면서 헬멧 하나 쓰지 않는 아이들을 찾아가 이야기도 들어보면서 무료로 헬멧을 씌워줬던 코너.
3탄 '얘들아! 행복하니'
가출한 뒤 집으로 돌아오지 못하고 방황하는 아이들을 찾아 부모님과의 화해를 돕고 집으로 돌려보냈다.
4탄 '청소년 할인'
학교를 다니는 아이는 청소년 할인을 받지만 학교를 다니지 않는 아이들은 할인을 받지 못한다. 그런 아이들을 위해 모든 아이들이 평등하게 할인 받을 수 있도록 힘썼던 코너. 청소년증의 발급 개시에 큰 영향을 주었다.
5탄 '얘들아! 존댓말로 수업하자'
청소년 인권의 시작이라는 주제로 시작하여 존댓말 교사를 찾아가 학생과 선생님의 이야기를 들어보고, 선생님을 위해 선물을 드렸던 코너.

#### 길거리 특강
- 진행: 박경림

꼭 국내 유명 인사들만의 이야기가 아닌 주위 평범한 인생 강사들을 찾아가 그들의 이야기를 듣는 코너.

#### 이경규의 다큐멘터리 보고서
- 진행: 이경규

우리 곁에 있는 야생 동물(너구리, 고라니, 한국 늑대 등)에 대해 관심을 가지고 관찰했던 코너.

#### 효도합시다
- 진행: 서경석, 이윤석

시골에 계신 부모님을 자주 찾아뵙지는 못해도 '일주일에 세 번 전화하자!'라는 내용으로 꾸며졌던 코너.

#### 운동이 운명을 바꾼다
- 진행: 김진수, 주영훈

국민 건강 프로젝트로 건강을 위해 언제 어디서나 쉽게 할 수 있는 줄넘기로 유행했던 코너.

#### 아빠의 음식
- 진행: 이진, 지석진

편식하는 아이를 위해 아빠가 추천하는 음식을 먹으라고 권유하는 코너

### 2기

#### 이경규의 대한민국의 오늘을 찍는다! - 찰칵! 찰칵!
- 진행: 이경규, 장경동

휴대폰 카메라로 우리 주위의 따뜻한 장면들을 촬영해 선행을 베푼 주인공을 찾아가 황금 배지를 달아주었던 코너.

#### 눈을 떠요!
- 진행: 김제동, 임은경, god

'눈을 떠요'는 시각 장애인들에게 시력을 찾아주는 코너였다. 첫 방송을 시작하면서 프로그램 폐지 전까지 무려 23명에게 세상의 빛을 밝혀주었고, 코너 후반에 가서는 장기 기증자들의 가족들을 만나 감사패를 전달하는 모습도 볼 수 있었다. '눈을 떠요'로 인하여 대한민국에서는 멀게만 느껴졌던 각막 기증 및 장기 기증 문화가 어느 정도 자리를 잡고, 예전에 비해 장기 기증 서약을 하는 사람들이 많이 늘어났다.

#### 남북어린이알아맞히기경연대회
- 진행: 신동엽

통일에 대해 조금 더 관심을 이끌어 낼 수 있도록 노력했던 코너. 조선민주주의인민공화국의 방송 프로그램을 이용하여 컴퓨터로 합성을 통해 같이 문제를 풀어보는 형식으로 진행됐다.

#### 아시아! 아시아! 3 - 집으로
- 진행: 김용만

한국으로 시집온 외국인 며느리들과 혼혈이라는 이유로 상처받고 있는 아이들을 위한 프로그램으로 아이와 엄마를 친정에 보내 가족 상봉을 하는 코너.

#### 김용만의 희망뉴스 카운트다운
- 진행: 김용만

이정민 아나운서가 희망적이고 기분 좋은 가상의 뉴스를 전달하면, 김용만과 보조 MC들은 그 뉴스가 실현될 수 있게 실천해야 하는 미래 완료 형식의 코너. 이후 잠곡초등학교 축구부를 중심으로 방송되었다.

#### 김성주, 박경림의 아자!아자!
- 진행: 김성주, 박경림

'국민 모두 하나되어 태극 전사들에게 힘을 실어 넣자'는 응원 프로젝트 형식의 코너.

#### 산 넘고! 물 건너!
- 진행: 김제동, 이윤석, 남희석

대한민국 건강 평등을 위해 매주 의료 사각 지대인 오지 마을을 찾아가 질병에 그대로 방치되어 있던 노인 분들의 건강을 살피고, 무료로 건강 검진을 하고, 의료 서비스를 펼쳤던 코너.

#### 위대한 유산 74434
- 진행: 서경석, 조혜련, 정형돈, 박정민

우리 문화재의 역사에 대하여 방송을 통해 조금 더 쉽게 다가갔다. 우리 민족의 역사와 얼이 담겨있는 소중한 문화재들. 외국의 경우 꾸준한 노력으로 문화재들을 반환 받지만 대한민국은 그렇지 못한 상태이다. 반환 받지 못한 문화재들을 알리기 위한 코너.

#### 다시보기
- 진행: 박경림

한국의 문화를 잘 모르는 외국인들과 함께 한국의 전통문화를 지키고 있는 장인들을 찾아가 장인기술을 익히고 배운다.

## 수상 경력
- 제30회(2003년) 한국방송대상 연예오락부문 작품상